# Kraken Mare

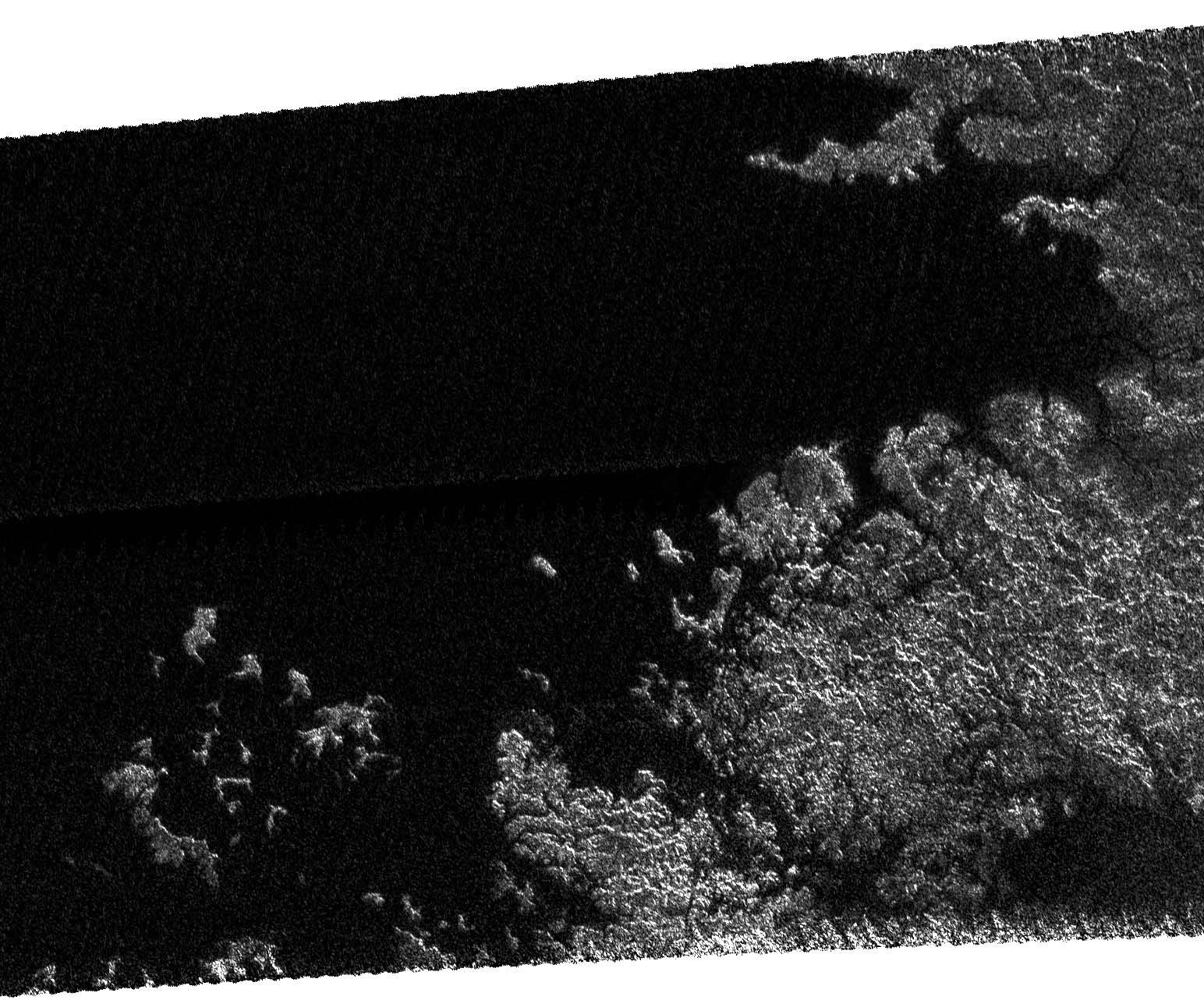
Fotografia de uma pequena porção do Kraken Mare e sua costa muito recortada, possuindo várias ilhas.

Kraken Mare é o maior corpo líquido na superfície de Titã, o maior satélite natural de Saturno. Foi descoberto em 2007 pela sonda Cassini-Huygens e foi nomeado em 2008 depois de Kraken, um monstro marinho legendário. Situa-se na região polar de Titã e possuí 1.170 km de diâmetro.[carece de fontes?]
Como parte da missão "Titan Mare Explorer" a sonda ia aterrar no lago Kraken Mare, a fim de examinar sua composição, profundidade e inúmeras outras propriedades.
Em 2040, será lançado pela NASA um submarino de nome Titan que irá estudar as suas profundezas e organismos.[carece de fontes?]

## Ilha mágica

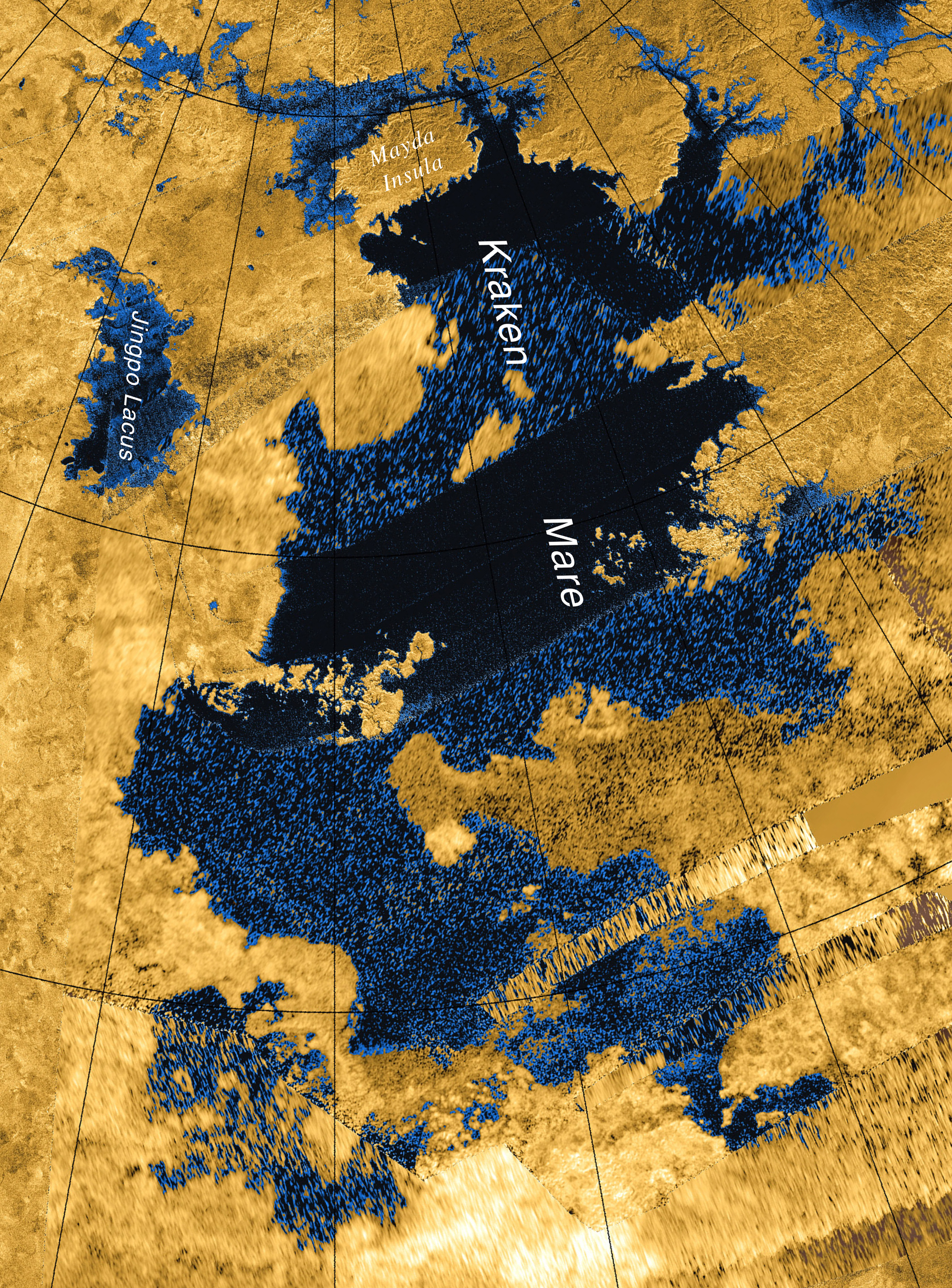
Mosaico produzido pelas imagens de radar da sonda Cassini.

Os dados analisados de agosto de 2014, quando a Cassini observou Kraken Mare, o maior mar do norte da lua, em comprimentos de onda de radar e infravermelho. As imagens de radar mostraram uma "ilha mágica", e os infravermelhos mostraram um pico em brilho no mesmo ponto. Os dados sugerem que a cintilação pode ser o brilho da luz do sol refletindo diretamente das ondas gigantes no lago. Simulações da atmosfera de Titã sugerem que essas ondas poderiam ser elevadas por ventos tão lentos quanto 0,5 metros por segundo, o que mal movimentaria um cata-vento na Terra.